# فيرن مايكلز
فيرن مايكلز (بالإنجليزية: Fern Michaels)‏ (9 أبريل 1933 في الولايات المتحدة)؛ روائية أمريكية.